# Абсатарова, Гузель Рашидовна
 Абсатарова Гузель Рашидовна    (род. 1 октября 1957 года) — танцовщица. Народная артистка Башкирской АССР (1989). Заслуженная артистка РФ (1998).

## Биография
Абсатарова Гузель Рашидовна  родилась 1 октября 1957 год в Уфе.
В 1996 году окончила Российскую Академию театрального искусства (педагоги Е.П.Валукин, Л.М.Таланкина).
С 1973 года - солистка, а с 1991 года - педагог-репетитор Ансамбля народного танца им.Ф.Гаскарова.
С 2004 года  работала преподавателем  Восточной экономико-гуманитарной академии, а с 2008 года преподаёт в Башкирском государственном педагогическом университете.

## Танцевальные партии
“Азамат", “Арагонская хота", “Бөрйән ҡыҙҙары" (“Бурзяночки"), “Дуҫлыҡ" (“Дружба"), “Ете кыз", “Загида" (см. “Муглифа"), “Ҡумыҙ менән бейеү" (“Танец с кубызом") и др.

## Награды и звания
Заслуженная артистка Башкирской АССР ( 1986 г.), Народная артистка Башкирской АССР (1989 г.) Заслуженная артистка РФ (31 августа 1998 – Указ № 1038).